# David Selby
David Lynn Selby, född 5 februari 1941 i Morgantown, West Virginia, är en amerikansk skådespelare, främst känd för rollen som Richard Channing i TV-serien Maktkamp på Falcon Crest (1982–1990).
Filmer: 
- 2019 - Loon Lake - Emery Janson